# Sułkowice (powiat wadowicki)
Sułkowice is een dorp in het Poolse woiwodschap Klein-Polen, in het district Wadowicki. De plaats maakt deel uit van de gemeente Andrychów en telt 4835 inwoners.